# Франк Макфарлейн Бърнет
Франк Макфарлейн Бърнет (на английски: Frank Macfarlane Burnet; 3 септември 1899 – 31 август 1985) е австралийски вирусолог, известен със своя принос в областта на имунологията и вирусологията. През 1960 година той и Питър Медавар печелят Нобелова награда за физиология или медицина за откритията им, свързани с придобития имунитет.

## Биография
Роден в Тратон, Виктория, Австралия, Бърнет завършва медицина в Университета на Мелбърн през 1922 година. След това продължава своите изследвания в Англия. През 1944 година той става директор на Walter and Eliza Hall Institute of Medical Research в Мелбърн, където остава до пенсионирането си през 1965 година.

## Научен принос
Бърнет е известен със своя принос в разбирането на вирусната патогенеза и имунологията. Той формулира теорията за клоналното селекциониране, която е фундаментална за съвременната имунология. Също така той прави значителни изследвания върху грипния вирус и адаптацията на вирусите към нови гостоприемници.

## Награди и отличия
Освен Нобеловата награда Бърнет получава множество други награди и почетни звания, включително британския орден на заслугите през 1951 година и австралийския орден на заслугите през 1978 година. Той е автор на над 20 книги и стотици научни статии.

## Значение и наследство
Франк Макфарлейн Бърнет остава един от най-влиятелните учени в областта на имунологията и вирусологията. Неговите открития са имали огромно влияние върху развитието на ваксините и лечението на вирусни заболявания. Той се счита за пионер в изучаването на автоимунните заболявания и трансплантационната биология.